# Marta Abba

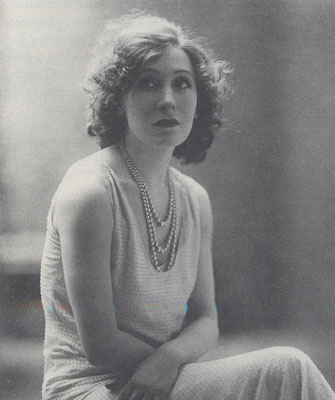
Marta Abba

Marta Abba, Pseudonym von Marta Trabucchi (* 25. Juni 1900 in Mailand; † 24. Juni 1988 ebenda) war eine italienische Schauspielerin.

## Leben
Abba besuchte die Schauspielschule der Accademia dei Filodrammatici ihrer Geburtsstadt und debütierte 1922 unter Regisseur Virgilio Talli in Anton Tschechows Die Möwe. Bereits im Folgejahr verpflichtete sie Luigi Pirandello als erste Dame für sein Teatro d'Arte di Roma, wo Abba jahrelang nahezu ausschließlich in seinen Stücken spielte und seiner Arbeit neue Kraft gab. Besonders erfolgreich war sie 1925 am Londoner New Oxford Theatre in Pirandellos Drama Sei personaggi in cerca d’autore. Die komplexe Beziehung des 58-jährigen Autors und der 25-jährigen Schauspielerin wird in mehreren Büchern thematisiert. 1928 gründete Abba ihre eigene Schauspielgesellschaft, mit der sie neben Pirandello auch andere europäische Autoren aufführte und für die sie Regisseure wie Max Reinhardt und Guido Salvini verpflichtete. Auch Tourneen im In- und Ausland, insbesondere den Vereinigten Staaten, folgten. 1931–32 gab Abba, die eine antifaschistische Haltung einnahm, beispielsweise Gastspiele in Paris sowie 1936 in New York. Im Januar 1938 heiratete sie in den Vereinigten Staaten Severance A. Millikin aus der gleichnamigen Unternehmerfamilie, zog sich vom Theaterleben längere Zeit zurück und wohnte in Kalifornien. Sie nahm ihre Auftritte in bescheidenem Umfang nach ihrer Rückkehr (1952, nach der Scheidung von ihrem Mann) in die Heimat wieder auf. Nur zwei Mal spielte sie in Filmen.
Schauspielerin Cele Abba ist ihre Schwester. Marta Abba veröffentlichte ihre Biografie als La mia vita di attrice (‚Mein Leben als Schauspielerin‘).

## Filmografie
- 1933: Il caso Haller
- 1934: Teresa Confalonieri